# Ceaux-en-Loudun
Ceaux-en-Loudun település Franciaországban, Vienne megyében. Lakosainak száma 555 fő (2022. január 1.). Ceaux-en-Loudun Assay, Marçay, La Roche-Rigault, Maulay, Messemé, Pouant és Sammarçolles községekkel határos.

## Népesség
A település népességének változása:
| Lakosok száma | 604  | 579  | 553  | 549  | 548  | 546  | 550  | 555  |
|               | 2013 | 2015 | 2017 | 2018 | 2019 | 2020 | 2021 | 2022 |